# بی‌حرف
بی‌حرف (انگلیسی: Speechless) یک مجموعه تلویزیونی کمدی موقعیت آمریکایی است که اولین نمایش آن توسط شرکت پخش رسانه‌ای آمریکا در ۲۱ سپتامبر ۲۰۱۶ بود.

## بازیگران
اصلی
- مینی درایور
- جان روس بووی
- میسون کوک
- اما واتسون
- کیلا کندی

دیگر
- گلدن رتریور
- مارین هینکل
- سارا چالک
- جک دیلن گریزر
- راب کوردری
- آندریا آندرس
- جولیان هاف
- کن مارینو
- میکلا واتکینس
- هالند تیلور